# John Atcherley Dew
John Atcherley Dew (Waipawa, 5 maggio 1948) è un cardinale e arcivescovo cattolico neozelandese, dal 5 maggio 2023 arcivescovo emerito di Wellington e dal 27 maggio 2023 ordinario militare emerito per la Nuova Zelanda.

## Biografia
John Atchelrey Dew è nato il 5 maggio 1948 a Waipawa, nel Distretto di Central Hawke's Bay, in Nuova Zelanda. La sua famiglia era composta dai genitori George e Joan Dew, e dalle due sorelle.

### Formazione e ministero sacerdotale
Dopo aver frequentato la scuola primaria di San Giuseppe nella città di Waipukurau, gestita dalla Congregazione delle Suore di San Giuseppe di Nazareth, si è iscritto al Collegio di San Giuseppe a Masterton, gestito dai Fratelli maristi delle scuole. Ha poi passato un breve periodo di tempo al noviziato minore dei maristi a Tuakau. Dopo circa un anno passato a lavorare presso la Bank of New Zealand a Waipukurau, presso la Anderson's Nurseries della città di Napier e a studiare orticoltura, ha deciso di seguire la sua vocazione sacerdotale iscrivendosi al seminario maggiore del Santo Nome a Christchurch. Lì ha studiato filosofia sotto la guida dei padri gesuiti per due anni, passandone poi cinque a studiare teologia presso il seminario della Santa Croce di Mosgiel, gestito dai lazzaristi. Ha anche giocato nella squadra di rugby del seminario nella posizione di pilone.
È stato ordinato presbitero il 9 maggio 1976 a Waipukurau, per mano di monsignor Reginald John Delargey, arcivescovo metropolita di Wellington e futuro cardinale. Dopo l'ordinazione è stato assegnato come vicario nella parrocchia di San Giuseppe ad Upper Hutt, ruolo svolto fino al 1979. Successivamente ha servito nella diocesi di Rarotonga, comprendente l'arcipelago delle Isole Cook, dal 1980 al 1982, rientrando poi a nella capitale Wellington. Dal 1983 al 1987, è stato responsabile per la pastorale giovanile della stessa arcidiocesi e della comunità Maori delle Isole Cook.
L'anno successivo è entrato nel personale del seminario della Santa Croce, svolgendo questo ruolo fino al 1991. È stato anche direttore di un programma speciale incentrato sullo sviluppo umano e mirato a dare un'introduzione generale agli studenti del primo anno sulla preghiera, le Sacre Scritture e la Chiesa. Inoltre ha condotto piccoli gruppi di studenti, chiamati "moderator groups", che si incontravano regolarmente per la preghiera e la discussione. Durante il tempo in cui ha svolto questo incarico, una delle preoccupazione più importanti è stata quella della selezione dei seminaristi. Nel 1991 ha espresso un vero e proprio senso di frustrazione per l'inadeguatezza di molti studenti, sottolineando che 
Ha anche sollecitato che in futuro i direttori diocesani per le vocazioni presteranno particolare attenzione alle otto tematiche di valutazione dei futuri studenti: la conoscenza di base della fede cattolica, la familiarità con la meditazione, la preghiera e le Scritture, il conforto ragionevole con l'affettività, l'indipendenza personale, il benessere sociale, la curiosità intellettuale, la generosità e un genuino desiderio e libera decisione di entrare in seminario.
Nello stesso anno ha deciso di partire per studiare spiritualità presso l'Istituto di Sant'Anselmo nel Kent, nel Regno Unito, e lì è rimasto fino al 1992. Al suo ritorno in Nuova Zelanda è stato nominato parroco nella parrocchia di Sant'Anna a Newtown, incarico mantenuto dal 1993 al 1995.

### Ministero episcopale
Il 1º aprile 1995 papa Giovanni Paolo II lo ha nominato vescovo titolare di Privata e ausiliare dell'arcidiocesi di Wellington. La sua consacrazione episcopale è avvenuta il 31 maggio successivo, davanti al Municipio di Wellington, essendo la cattedrale del Sacro Cuore troppo piccola per il grande numero di fedeli, per mano del cardinale Thomas Stafford Williams, arcivescovo metropolita della medesima arcidiocesi, assistito da monsignor Denis George Browne, vescovo di Hamilton, e da monsignor Peter James Cullinane, vescovo di Palmerston North. Come motto episcopale ha scelto Peace through integrity, che tradotto vuol dire "Pace attraverso integrità". All'interno della Conferenza episcopale della Nuova Zelanda è stato eletto rappresentante delegato per il Centro di bioetica, nella Conferenza sul consiglio nazionale dei giovani cattolici e segretario della stessa.
Dopo nove anni, il 24 maggio 2004 lo stesso papa lo ha promosso arcivescovo coadiutore di Wellington, in attesa della rinuncia per motivi di età del cardinale Williams. Il 21 marzo 2005, dopo otto mesi, è succeduto al settantacinquenne e dimissionario cardinale. Poco tempo dopo, in data 1º aprile, è anche diventato ordinario militare per la Nuova Zelanda. Il 29 giugno successivo, solennità dei Santi Pietro e Paolo, ha ricevuto il pallio, simbolo di comunione tra il metropolita e la Santa Sede, dalle mani di papa Benedetto XVI nella Basilica di San Pietro.
Nell'ottobre dello stesso anno ha partecipato come padre sinodale all'Assemblea generale ordinaria del Sinodo dei vescovi sul tema "L'Eucaristia: fonte e culmine della vita e della missione della Chiesa", e nell'ottobre 2012 ha partecipato come padre sinodale all'Assemblea sul tema de "La nuova evangelizzazione per la trasmissione della fede cristiana".
Dall'aprile 2011 al maggio 2014 è stato presidente della Federazione delle conferenze dei vescovi cattolici dell'Oceania, mentre dal settembre 2012 al 1º giugno 2016 e dal 30 ottobre 2020 all'11 maggio 2023 è stato presidente della Conferenza episcopale della Nuova Zelanda. È stato "relatore" per uno dei grandi gruppi di lingua inglese nell'ottobre 2014 alla III Assemblea Generale Straordinaria del Sinodo dei Vescovi sulle sfide pastorali della Famiglia nel contesto dell'evangelizzazione. Ha affermato che il sinodo è stato un tentativo di rafforzare la collegialità e ha detto di aver avuto modo di conoscere papa Francesco "un po' meglio" in quest'occasione. Egli è anche vicepresidente della Conferenza episcopale per il Comitato nazionale degli standard professionali e delle finanze e moderatore del Tribunale.

### Cardinalato
Il 4 gennaio 2015, dopo l'Angelus domenicale, papa Francesco ha annunciato la sua volontà di crearlo cardinale nel concistoro che si è tenuto nella basilica di San Pietro in Vaticano il successivo 14 febbraio, in cui gli sono stati conferiti l'anello, la berretta cardinalizia e il titolo cardinalizio di Sant'Ippolito, istituito nello stesso concistoro. È il quarto cardinale neozelandese dopo Peter Thomas McKeefry, Reginald John Delargey e Thomas Stafford Williams.
Il 13 aprile successivo lo stesso pontefice lo ha nominato membro della Congregazione per l'evangelizzazione dei popoli e del Pontificio consiglio per la promozione dell'unità dei cristiani.
Dal 4 al 25 ottobre 2015, ha partecipato, per diretta nomina pontificia, alla XIV Assemblea generale ordinaria del Sinodo dei vescovi che si è tenuta nella Città del Vaticano.
Il 29 novembre 2015 ha preso possesso del suo titolo cardinalizio.
Il 28 ottobre 2016 papa Francesco lo ha nominato membro della Congregazione per il culto divino e la disciplina dei sacramenti.
Dal 4 ottobre 2019 al 30 settembre 2023 ha ricoperto anche l'ufficio di amministratore apostolico della diocesi di Palmerston North.
Il 5 maggio 2023 papa Francesco ha accolto la sua rinuncia al governo pastorale dell'arcidiocesi di Wellington per raggiunti limiti di età; gli è succeduto l'arcivescovo coadiutore Paul Gerard Martin. Il 27 maggio seguente ha lasciato anche la guida dell'ordinariato militare in Nuova Zelanda all'arcivescovo Martin.
Il 7 e 8 maggio 2025 ha partecipato come cardinale elettore al conclave che ha portato all'elezione di papa Leone XIV.

## Posizioni morali e teologiche

### Eucaristia
Dew ha raggiunto una certa importanza al Sinodo dei Vescovi sul tema dell'eucaristia nell'ottobre del 2005, quando ha proposto che i cattolici divorziati e risposati dovrebbero essere in grado di ricevere la Comunione. Ha affermato che i vescovi hanno "il dovere pastorale e l'obbligo davanti a Dio per discutere e dibattere la questione." Ha poi invitato l'assemblea a riconsiderare il divieto della Chiesa, riferendosi ad essa come una "fonte di scandalo", aggiungendo che "la nostra Chiesa sarebbe arricchita se fossimo stati in grado di invitare i cattolici dedicati, attualmente esclusi dall'eucaristia, per tornare alla Mensa del Signore". Dopo questo discorso del 2005, egli ha discusso la questione con il cardinale Jorge Mario Bergoglio, arcivescovo metropolita di Buenos Aires e futuro papa Francesco.

### Insegnamento della Chiesa
Egli ha anche detto che "il punto non è nel giudicare le persone e condannare, ma a mettere in chiaro ciò che dice la Chiesa in modo tale che sia accogliente e che sia accettato. Quando l'insegnamento della Chiesa, invece di essere di aiuto, di sostegno e incoraggiamento, è spiegato in modo tale da dire alla gente che è intrinsecamente disordinata o che sta vivendo una vita malvagia, le persone sentono di non poter fare abbastanza".

### Curia
In relazione alla riforma della Curia romana ad opera di papa Bergoglio, Dew si è espresso dicendo che "vorrei vedere [...] le comunità locali e dei vescovi diocesani essere in grado di dialogare con i vescovi della Curia in un modo che rispecchia in pieno la collegialità", aggiungendo che "la Curia deve essere al servizio della chiesa e la sua gente".

## Genealogia episcopale e successione apostolica
La genealogia episcopale è:
- Cardinale Scipione Rebiba
- Cardinale Giulio Antonio Santori
- Cardinale Girolamo Bernerio, O.P.
- Arcivescovo Galeazzo Sanvitale
- Cardinale Ludovico Ludovisi
- Cardinale Luigi Caetani
- Cardinale Ulderico Carpegna
- Cardinale Paluzzo Paluzzi Altieri degli Albertoni
- Papa Benedetto XIII
- Papa Benedetto XIV
- Papa Clemente XIII
- Cardinale Marcantonio Colonna
- Cardinale Giacinto Sigismondo Gerdil, B.
- Cardinale Giulio Maria della Somaglia
- Cardinale Carlo Odescalchi, S.I.
- Cardinale Costantino Patrizi Naro
- Cardinale Serafino Vannutelli
- Cardinale Domenico Serafini, Cong. Subl. O.S.B.
- Cardinale Pietro Fumasoni Biondi
- Arcivescovo Filippo Bernardini
- Cardinale Norman Thomas Gilroy
- Cardinale Peter Thomas McKeefry
- Vescovo Owen Noel Snedden
- Cardinale Thomas Stafford Williams
- Cardinale John Atcherley Dew

La successione apostolica è:
- Arcivescovo Paul Gerard Martin, S.M. (2018)